# Pyrolavide
Pyrolavide (Salix pyrolifolia) är en videväxtart som beskrevs av Carl Friedrich von Ledebour. Enligt Catalogue of Life ingår Pyrolavide i släktet viden och familjen videväxter, men enligt Dyntaxa är tillhörigheten istället släktet viden och familjen videväxter. Enligt den finländska rödlistan är arten akut hotad i Finland. Arten har ej påträffats i Sverige. Artens livsmiljö är rikkärr. Inga underarter finns listade i Catalogue of Life.
Artens utbredningsområde sträcker sig från Finland över Ryssland till Kazakstan och Mongoliet. I Finland finns den endast i kommunen Tervola och i Oulanka nationalpark kvar. Där lever cirka 50 vuxna exemplar.
Pyrolavide är utformad som en buske eller ett litet träd. Den växer ofta vid strandlinjen av floder och andra vattendrag.
Arten är uthärdlig mot svampar och bakterier. I Finland hotas beståndet av vattenbrist. IUCN listar arten som livskraftig (LC).